# Lobelia berlandieri
Lobelia berlandieri är en klockväxtart som beskrevs av A.Dc. Lobelia berlandieri ingår i släktet lobelior, och familjen klockväxter.

## Underarter
Arten delas in i följande underarter:
- L. b. berlandieri
- L. b. brachypoda